# Ваал (река)
Ваа́л (нидерл. Waal, Вал) — водоток в Нидерландах, один из основных рукавов Рейна в его дельте.

## История

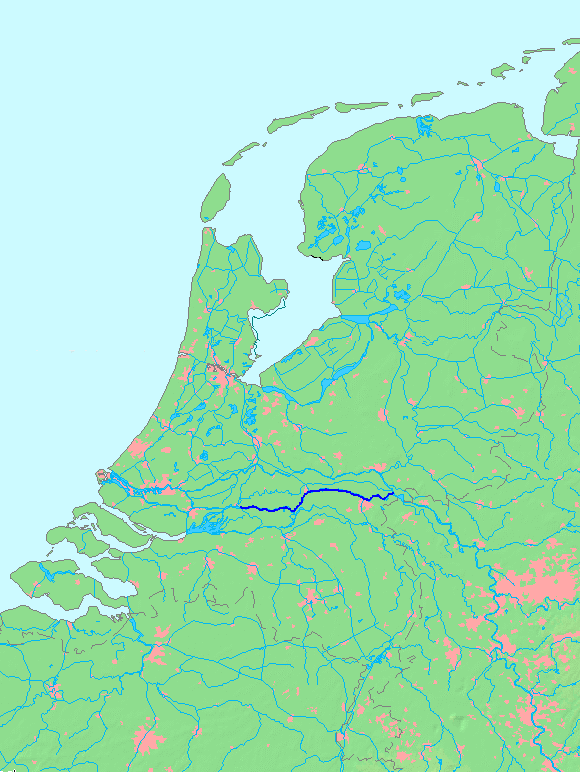

Название Ваал, во времена Римской империи звучавшее как Vacalis, Vahalis, Valis или позже Vahal, имеет германские корни и происходит от многочисленных меандров реки (старогерманский: wôh = изогнутый). Предполагают, что река Ваалкилл (один из притоков Гудзона) в период голландской колонизации получила название от Ваала (Waalkil — «Ваал ручей»).
В Средние века Ваал продолжался и после слияния с Маасом. Части дельты, известные сегодня как Бовен-Мерведе, Бенеден-Мерведе и верхняя честь реки Норд также назывались Ваалом.
В настоящее время река уже не имеет тех изгибов из-за многочисленных проектов по улучшению реки с точки зрения судоходства, предпринятых в XVII, XIX и XX веках. Некоторые из участков старицы всё ещё видны и соединяются с основным руслом в период высокой воды.

## Качество воды
Качество воды в Ваале невысокое из-за сброса в него канализационных стоков во Франции, Германии и Бельгии. Ряд патогенов был найден в водах реки из-за подобных сбросов.